# Sophie Weißenberg
Sophie Weißenberg (née le 24 septembre 1997 à Neubrandenbourg) est une athlète allemande spécialiste des épreuves combinées.

## Biographie
Vice-championne d'Europe espoir de l'heptathlon en 2019, elle remporte le Mehrkampf-Meeting Ratingen en 2022.
Elle se classe 7e de l'heptathlon des championnats du monde de 2023 en portant son record personnel à 6 438 points.

## Palmarès
| Date | Compétition                   | Lieu      | Résultat | Épreuve          | Points    |
| ---- | ----------------------------- | --------- | -------- | ---------------- | --------- |
| 2016 | Championnats du monde juniors | Bydgoszcz | 2e       | Saut en longueur | 6,40 m    |
| 2019 | Championnats d'Europe espoirs | Gävle     | 2e       | Heptathlon       | 6 175 pts |
| 2023 | Championnats du monde         | Budapest  | 7e       | Heptathlon       | 6 438 pts |

## Records
| Épreuve    | Points    | Lieu     | Date         |
| ---------- | --------- | -------- | ------------ |
| Heptathlon | 6 438 pts | Budapest | 20 août 2023 |